# Córdoba Open 2020
Córdoba Open 2020 var den 2:a upplagan av Córdoba Open, en tennisturnering i Córdoba, Argentina. Turneringen var en del av 250 Series på ATP-touren 2020 och spelades utomhus på grus mellan den 3–9 februari 2020.

## Mästare

### Singel
- Cristian Garín besegrade  Diego Schwartzman, 2–6, 6–4, 6–0

### Dubbel
- Marcelo Demoliner /  Matwé Middelkoop besegrade  Leonardo Mayer /  Andrés Molteni, 6–3, 7–6(7–4)